# R. L. Stine
Robert Lawrence Stine, meglio conosciuto come R. L. Stine e talvolta accreditato anche come Jovial Bob Stine e Eric Affabee (Columbus, 8 ottobre 1943), è uno scrittore, produttore televisivo e editore statunitense.
È noto principalmente per aver creato le serie di libri per ragazzi Piccoli brividi e La strada della paura.

## Biografia
Robert Lawrence Stine nasce in una piccola fattoria a Columbus da genitori ebrei, Lewis Stine e Anne Feinstein. Inizia a scrivere all'età di nove anni dopo aver trovato una macchina da scrivere nella soffitta di casa sua. Si laurea presso l'Università statale dell'Ohio nel 1965 ricevendo il Bachelor of Arts. In seguito si trasferisce a New York, dove conosce la sua futura moglie Jane Waldhorn, per proseguire la sua carriera da scrittore.

## Opere

Firma di R. L. Stine

### SerieFear Street
- L'inizio dell'incubo, trad. Sara Marcolini, Mondadori, 2021 (The New Girl, 1989)
- Notte di terrore, trad. Sara Marcolini, Mondadori, 2021 (The Surprise Party, 1990)
- In gita con l'assassino, trad. Sara Marcolini, Mondadori, 2021 (The Overnight, 1990)
- Scomparsi, trad. Sara Marcolini, Mondadori, 2021 (Missing, 1990)
- The Wrong Number (1990)
- The Sleepwalker (1990)
- Haunted (1990)
- Halloween Party (1990)
- The Stepsister (1990)
- Ski Weekend (1991)
- The Fire Game (1991)
- Lights Out (1991)
- The Secret Bedroom (1991)
- The Knife (1992)
- The Prom Queen (1992)
- First Date (1992)
- The Best Friend (1992)
- The Cheater (1993)
- Sunburn (1993)
- The New Boy (1994)
- The Dare (1994)
- Bad Dreams (1994)
- Double Date (1994)
- The Thrill Club (1994)
- One Evil Summer (1994)
- The Mind Reader (1994)
- Wrong Number 2 (1995)
- Truth or Dare (1995)
- Dead End (1995)
- Final Grade (1995)
- Switched (1995)
- College Weekend (1995)
- The Stepsister 2 (1995)
- What Holly Heard (1996)
- The Face (1996)
- Secret Admirer (1996)
- The Perfect Date (1996)
- The Confession (1996)
- The Boy Next Door (1996)
- Night Games (1996)
- Runaway (1997)
- Killer's Kiss (1997)
- All-Night Party (1997)
- The Rich Girl (1997)
- Cat (1997)
- Fear Hall: The Beginning (1997)
- Fear Hall: The Conclusion (1997)
- Who Killed The Homecoming Queen? (1997)
- Into the Dark (1997)
- Best Friend 2 (1997)
- Trapped (1997)

### SerieFear Street Super Chiller
- Un'estate da urlo (Party Summer, 1991)
- Natale rosso sangue (Silent Night, 1991)
- Vacanze fatali (Goodnight Kiss, 1992)
- Cheerleaders: The New Evil (1992)
- Perfide passioni (Broken Hearts, 1993)
- Natale rosso sangue 2 (Silent Night 2, 1993)
- Sole maledetto (The Dead Lifeguard, 1994)
- Notte di luna piena (Bad Moonlight, 1995)
- Baciare o morire (The New Year's Party, 1995)
- Vacanze fatali 2 (Goodnight Kiss 2, 1996)
- Natale rosso sangue 3 (Silent Night 3, 1996)
- High Tide (1997)
- Cheerleaders: The Evil Lives! (1998)

### SerieSpace Cadets
- Jerks-in-Training (1991)
- Losers in Space (1991)
- Bozos on Patrol (1992)

### SeriePiccoli brividi
- La casa della morte (Welcome to Dead House, 1992)
- Il mistero dello scienziato pazzo (Stay Out of the Basement, 1992)
- Un barattolo mostruoso (Monster Blood, 1992)
- Foto dal futuro (Say Cheese and Die!, 1992)
- Mano di mummia (The Curse of the Mummy's Tomb, 1993)
- 1,2,3... invisibile! (Let's Get Invisible, 1993)
- Il pupazzo parlante (Night of the Living Dummy, 1993)
- Al mostro! Al mostro! (The Girl Who Cried Monster, 1993)
- Il campeggio degli orrori (Welcome to Camp Nightmare, 1993)
- Il fantasma della porta accanto (The Ghost Next Door, 1993)
- La maschera maledetta (The Haunted Mask, 1993)
- La sfera di cristallo (Be Careful What You Wish For, 1993)
- Il pianoforte impazzito (Piano Lessons Can Be Murder, 1993)
- Il lupo della palude (The Werewolf of Fever Swamp, 1993)
- La notte dei mostri di fango (You Can't Scare Me!, 1994)
- Una giornata particolare (One Day at HorrorLand, 1994)
- Un insopportabile ronzio (Why I'm Afraid of Bees, 1994)
- Un barattolo mostruoso n.2 (Monster Blood II, 1994)
- Terrore dagli abissi (Deep Trouble, 1994)
- Spaventapasseri viventi (The Scarecrow Walks at Midnight, 1994)
- Vendetta strisciante (Go Eat Worms, 1994)
- La spiaggia degli spettri (Ghost Beach, 1994)
- Il ritorno della mummia (Return of the Mummy, 1994)
- Il fantasma del palcoscenico (Phantom of the Auditorium, 1994)
- L'attacco del mutante (Attack of the Mutant, 1994)
- Un tragico esperimento (My Hairiest Adventure, 1994)
- I prigionieri della torre (A Night in Terror Tower, 1994)
- La pendola del destino (The Cuckoo Clock of Doom, 1995)
- Un barattolo mostruoso n.3 (Monster Blood III, 1995)
- Un mostro in cucina (It Came From Beneath the Sink!, 1995)
- Il pupazzo parlante n.2 (Night of the Living Dummy II, 1995)
- I cani fantasma (The Barking Ghost, 1995)
- Un mostro in vacanza (The Horror at Camp Jellyjam, 1995)
- La vendetta degli gnomi (Revenge of the Lawn Gnomes, 1995)
- Gli orrori di Shock Street (A Shocker on Shock Street, 1995)
- La maschera maledetta n.2 (The Haunted Mask II, 1995)
- Il fantasma senza testa (The Headless Ghost, 1995)
- Il mostro delle nevi a Pasadena (Abominable Snowman of Pasadena, 1995)
- Una testa di mummia per me (How I Got My Shrunken Head, 1995)
- Il pupazzo parlante n.3 (Night of the Living Dummy III, 1996)
- Magico inganno (Bad Hare Day, 1996)
- Mostri dallo spazio (Egg Monsters from Mars, 1996)
- Il bosco dei mostri blu (The Beast from the East, 1996)
- Foto dal futuro n.2 (Say Cheese and Die - Again!, 1996)
- Ectoplasmi! (Ghost Camp, 1996)
- Minaccia nel fango (How to Kill a Monster, 1996)
- La leggenda perduta (Legend of the Lost Legend, 1996)
- Le zucche della vendetta (Attack of the Jack O' Lanterns, 1996)
- Alito di vampiro (Vampire Breath, 1996)
- Metamorfosi totale (Calling All Creeps!, 1996)
- Il mistero della caverna di ghiaccio (Beware, the Snowman, 1997)
- Il ragazzo volante (How I Learned to Fly, 1997)
- Prigionieri di un incantesimo (Chicken, Chicken, 1997)
- Incubo al risveglio (Don't Go to Sleep!, 1997)
- L'avventura del mostruoso blob (Blob That Ate Everyone, 1997)
- Il mistero del lago gelato (The Curse of Camp Cold Lake, 1997)
- Un amico invisibile (My Best Friend is Invisible, 1997)
- Terrore dagli abissi n.2 (Deep Trouble II, 1997)
- La scuola maledetta (The Haunted School, 1997)
- La casa dei lupi mannari (Werewolf Skin, 1997)
- C'è qualcuno nel buio... (I Live In Your Basement, 1997)
- Un barattolo mostruoso n.4 (Monster Blood IV, 1997)
- L'urlo del gatto (Cry of the Cat, 1997)
- Il pupazzo parlante n.4 (Bride of the Living Dummy, 1998)
- Un mostro in cattedra (Creature Teacher, 1998)
- L'invasione degli stritolatori (prima parte) (Invasion of the Body Squeezers, Part 1, 1998)
- L'invasione degli stritolatori (seconda parte) (Invasion of the Body Squeezers, Part 2, 1998)
- Il gemello malefico (I Am Your Evil Twin, 1998)
- Io sono la vendetta (Revenge R Us, 1998)
- Il villaggio del brivido (Fright Camp, 1998)
- Sfide mortali (Are You Terrified Yet?, 1998)
- L'ultimo Halloween (Headless Halloween, 1998)
- Morto ma non sepolto (Attack of the Graveyard Ghouls, 1998)
- Una spremuta speciale (Brain Juice, 1998)
- Ritorno a Horrorland (Return to HorrorLand, 1999)
- Jekyll e Heidi (Jekyll and Heidi, 1999)
- Il re dell'orrore (Scream School, 1999)
- La mummia è tornata (The Mummy Walks, 1999)
- Il licantropo (The Werewolf in the Living Room, 1999)
- L'anello maledetto (The Horror of the Black Ring, 1999)
- Terrore al campeggio (Return to Ghost Camp, 1999)
- Tremate! (Be Afraid - Be Very Afraid, 1999)
- La macchina stregata (The Haunted Car, 1999)
- Febbre di plenilunio (Full Moon Fever, 1999)
- L'incubo di Slappy (Slappy's Nightmare, 1999)
- I terrestri senza memoria (Earth Geeks Must Go!, 1999)
- Il fantasma nello specchio (Ghost in the Mirror, 2000)
- La maschera infernale (Wanted: The Haunted Mask, 2012)
- La guida mostruosa (Monster Survival Guide, 2015)
- Slappy's Revenge (2015)
- Piccoli brividi - La storia (Goosebumps: The Movie Novel, 2015)
- Night of the Living Monsters (2015)
- Haunted Halloween: Movie Novel (2018)
- Slappy's Return (2018)

### SerieFear Street Cheerleaders
- The First Evil (1992)
- The Second Evil (1992)
- The Third Evil (1992)

### SerieThe Fear Street Saga Trilogy
- The Betrayal (1993)
- The Secret (1993)
- The Burning (1993)

### Serie99 Fear Street: The House of Evil
- The First Horror (1994)
- The Second Horror (1994)
- The Third Horror (1994)

### SerieGhosts of Fear Street
- Nascondino con il morto (Hide and Shriek, 1995)
- Chi ha dormito nella mia tomba? (Who's Been Sleeping in My Grave?, 1995)
- L'invasione delle scimmie acquatiche (The Attack of the Aqua Apes, 1995)
- Incubo tridimensionale (Nightmare in 3-D, 1996)
- L'albero stregato (Stay Away from the Tree House, 1996)
- L'occhio della maga (Eyes of the Fortune Teller, 1996)
- Il cavaliere senza corpo (Fright Knight, 1996)
- Una melma animata (The Ooze, 1996)
- Le ombre si vendicano! (Revenge of the Shadow People, 1996)
- L'Uomo-Insetto vive! (The Bugman Lives!, 1996)
- Un affamato insaziabile (The Boy Who Ate Fear Street, 1996)
- La notte del gatto mannaro (Night of the Werecat, 1996)
- How To Be a Vampire (1996)
- Body Switchers from Outer Space (1996)
- Fright Christmas (1996)
- Don't Ever Get Sick at Granny's (1997)
- House of a Thousand Screams (1997)
- Camp Fear Ghouls (1997)
- Three Evil Wishes (1997)
- Spell of the Screaming Jokers (1997)
- The Creature from Club Lagoona (1997)
- Field of Screams (1997)
- Why I'm Not Afraid of Ghosts (1997)
- Monster Dog (1997)
- Halloween Bugs Me! (1997)
- Go to Your Tomb - Right Now! (1997)
- Parents from the 13th Dimension (1997)
- Hide and Shriek II (1998)
- The Tale of the Blue Monkey (1998)
- I Was a Sixth-Grade Zombie (1998)
- Escape of the He-Beast (1998)
- Caution: Aliens at Work (1998)
- Attack of the Vampire Worms (1998)
- Horror Hotel Pt. 1: The Vampire Checks in (1998)
- Horror Hotel Pt. 2: Ghost in the Guest Room (1998)
- The Funhouse of Dr. Freek (1998)

### SerieFear Street: The Cataluna Chronicles
- The Evil Moon (1995)
- The Dark Secret (1995)
- The Deadly Fire (1995)

### SerieGive Yourself Goosebumps
- Escape from the Carnival of Horrors (1995)
- Tick Tock, You're Dead! (1995)
- Il club dell'orrore (Trapped in Bat Wing Hall, 1995)
- The Deadly Experiments of Dr. Eeek (1996)
- Night in Werewolf Woods (1996)
- Beware of the Purple Peanut Butter (1996)
- Under the Magician's Spell (1996)
- The Curse of the Creeping Coffin (1996)
- Il cavaliere malefico (The Knight in Screaming Armour, 1996)
- Diario di una mummia impazzita (Diary of a Mad Mummy, 1996)
- Deep in the Jungle of Doom (1996)
- Welcome to the Wicked Wax Museum (1996)
- Il genio del male (Scream of the Evil Genie, 1997)
- The Creepy Creations of Professor Shock (1997)
- Please Don't Feed the Vampire! (1997)
- Secret Agent Grandma (1997)
- Little Comic Shop of Horrors (1997)
- Attack of the Beastly Babysitter (1997)
- Escape from Camp Run-For-Your-Life (1997)
- Toy Terror: Batteries Included (1997)
- The Twisted Tale of Tiki Island (1997)
- Return to the Carnival of Horrors (1997)
- Zapped in Space (1997)
- Lost in Stinkeye Swamp (1997)
- Shop Till You Drop...Dead! (1998)
- Alone in Snakebite Canyon (1998)
- Checkout Time at the Dead-End Hotel (1998)
- Night of a Thousand Claws (1998)
- Invaders from the Big Screen (1998)
- You're Plant Food! (1998)
- The Werewolf of Twisted Tree Lodge (1998)
- It's Only a Nightmare! (1998)
- It Came from the Internet (1999)
- Elevator to Nowhere (1999)
- Hocus-Pocus Horror (1999)
- Ship of Ghouls (1999)
- Escape from Horror House (1999)
- Into the Twister of Terror (1999)
- Scary Birthday to You! (1999)
- Zombie School (1999)
- Danger Time (1999)
- All-Day Nightmare (2000)

### SerieFear Street Sagas
- A New Fear (1996)
- House of Whispers (1996)
- Forbidden Secrets (1996)
- The Sign of Fear (1996)
- The Hidden Evil (1997)
- Daughters of Silence (1997)
- Children of Fear (1997)
- Dance of Death (1997)
- Heart of the Hunter (1997)
- The Awakening Evil (1997)
- Circle of Fire (1998)
- Chamber of Fear (1999)
- Faces of Terror (1999)
- One Last Kiss (1999)
- Door of Death (1999)
- The Hand of Power (1999)
- The Raven Woman (1999)

### SerieFear Park
- The First Scream (1996)
- The Loudest Scream (1996)
- The Last Scream (1996)

### SerieNew Fear Street
- The Stepbrother (1998)
- Camp Out (1998)
- Scream, Jennifer, Scream! (1998)
- The Bad Girl (1998)

### SerieGive Yourself Goosebumps: Special Edition
- Into the Jaws of Doom (1998)
- Return to Terror Tower (1998)
- Trapped in the Circus of Fear (1998)
- One Night in Payne House (1998)
- The Curse of the Cave Creatures (1999)
- Revenge of the Body Squeezers (1999)
- Trick or...Trapped! (1999)
- Weekend at Poison Lake (1999)

### SerieFear Street Seniors
- Let's Party (1998)
- In Too Deep (1998)
- The Thirst (1998)
- No Answer (1998)
- Last Chance (1998)
- The Gift (1998)
- Fight Team, Fight (1998)
- Sweetheart, Evil Heart (1998)
- Spring Break (1999)
- Wicked (1999)
- The Prom Date (1999)
- Graduation Day (1999)

### SerieThe Nightmare Room
- La casa dell'oblio (Don't Forget Me!) (1998)
- L'armadietto n° 13 (Locker 13) (2000)
- Poteri occulti (My Name is Evil) (2000)
- Il mio doppio (Liar, Liar) (2000)
- Presagio di morte (Dear Diary, I'm Dead) (2001)
- Terrore nel bosco (They Call Me Creature, 2001)
- L'ululografo (The Howler, 2001)
- La ragazza ombra (Shadow Girl, 2001)
- Le cascate proibite (Camp Nowhere, 2001)
- Tragico Halloween (Full Moon Halloween, 2001)
- Il gioco della paura (Scare School, 2001)
- Visitors (2001)

### SerieMostly Ghostly
- La vendetta dello spettro (Who Let the Ghosts Out?, 2004)
- Un demone in corpo (Have You Met My Ghoulfriend?, 2004)
- La casa stregata (One Night in Doom House, 2005)
- Duello mortale a Snake Lake (Little Camp of Horrors, 2005)
- Ghouls Gone Wild! (2005)
- Let's Get This Party Haunted! (2005)
- Freaks and Shrieks (2005)
- Don't Close Your Eyes! (2006)

### SerieFear Street Nights
- Notti di terrore: La vendetta (Moonlight Secrets, 2005)
- Notti di terrore: Giochi a mezzanotte (Midnight Games, 2005)
- Notti di terrore: Alba di tenebra (Darkest Dawn, 2005)

### SerieRotten School
- The Big Blueberry Barf-Off! (2005)
- The Great Smelling Bee (2005)
- The Good, the Bad and the Very Slimy (2005)
- Lose, Team, Lose! (2005)
- Shake, Rattle and Hurl! (2006)
- The Heinie Prize (2006)
- Dudes, the School is Haunted! (2006)
- The Teacher from Heck (2006)
- Party Poopers (2006)
- The Rottenest Angel (2006)
- Punk'd and Skunked (2007)
- Battle of the Dum Diddys (2007)
- Got Cake? (2007)
- Night of the Creepy Things (2007)
- Calling All Birdbrains (2007)
- Dumb Clucks (2008)

### SerieGoosebumps Graphix
- Creepy Creatures (2006)
- Terror Trips (2007)
- Scary Summer (2007)
- Slappy's Tales of Horror (2015)

### SerieHorrorLand
- La vendetta di Badboy (Revenge of the Living Dummy, 2008)
- Brividi dagli abissi (Creep from the Deep, 2008)
- Sangue di mostro per colazione (Monster Blood from Breakfast, 2008)
- L'urlo della maschera maledetta (Scream of the Haunted Mask, 2008)
- Il diabolico dottor Maniac (Doctor Maniac vs. Robby Schwartz, 2009)
- Le mummie viventi (Who is Your Mummy?, 2009)
- Gli amici mi chiamano Mostro (My Friends Call Me Monster, 2009)
- Sorridi... e preparati a morire! (Say Cheese and Die - Screaming!, 2009)
- Brivido strisciante (Welcome to Camp Slither, 2010)
- Ti leggo nel pensiero (Help! We Have Strange Powers!, 2010)
- Il labirinto della mezzanotte (Escape from Horrorland, 2010)
- Panic Park (The Street of Panic Park, 2010)
- Ululato di sangue (When the Ghost Dog Howls, 2011)
- Il criceto che uccide (Little Shop oh Hamsters, 2011)
- Scommessa con la morte (Heads, You Lose!, 2011)
- Dolcetto o scherzetto? (Weirdo Halloween - Special Edition, 2011)
- Fumetto mortale (The Wizard of Ooze, 2012)
- La pagherai cara! (Slappy New Year, 2012)
- Caccia al tesoro mortale (The Horror at Chiller House, 2013)

### SerieHorror High
- Grave Intentions (2009)
- Fatal Kiss (2009)
- Deadly Love (2009)

### SerieLa galleria degli orrori
- Artigli! (Claws!, 2011)
- Illusione mortale! (Night of the Giant Everything, 2011)
- L'urlo dello scheletro (The Five Masks of Dr. Screem - Special Edition, 2011)
- Scuola di zombie (Why I Quit Zombie School, 2011)
- Terrore al telefono (Don't Scream!, 2012)
- The Birthday Party of No Return (2012)

### SerieGoosebumps Most Wanted
- Planet of the Lawn Gnomes (2012)
- Son of Slappy (2013)
- How I Met My Monster (2013)
- Frankenstein's Dog (2013)
- Dr. Maniac Will See You Now (2013)
- Creature Teacher: The Final Exam (2014)
- A Nightmare on Clown Street (2015)
- Night of the Puppet People (2015)
- Here Comes the Shaggedy (2016)
- Lizard of Oz (2016)

### SerieGoosebumps Most Wanted Special Edition
- Zombie Halloween (2014)
- The 12 Screams of Christmas (2014)
- Trick or Trap (2015)

### SerieGoosebumps SlappyWorld
- Buon pupazzo di compleanno! (Slappy Birthday to You, 2017)
- Pupazzo all'attacco! (Attack of the Jack, 2017)
- I Am Slappy's Evil Twin (2017)
- Please Do Not Feed the Weirdo (2018)
- Escape from Shudder Mansion (2018)
- The Ghost of Slappy (2018)
- It's Alive! It's Alive! (2019)
- The Dummy Meets the Mummy! (2019)
- Revenge of the Invisible Boy (2019)
- Diary of a Dummy (2020)
- They Call Me the Night Howler! (2020)
- My Friend Slappy (2020)
- Monster Blood is Back (2021)
- Fifth Grade Zombies (2021)
- Judy and the Beast (2021)
- Slappy in Dreamland (2021)
- Haunting with the Stars (2022)
- Slappy, Beware! (2022)
- Night of the Squawker (2023)

### SerieFear Street Relaunch
- Giochi pericolosi, trad. Manuela Salvi, Mondadori, 2021 (Party Games, 2014)
- Se dormi è la fine, trad. Manuela Salvi, Mondadori, 2021 (Don't Stay Up Late, 2015)
- La ragazza scomparsa, trad. Sara Marcolini, Mondadori, 2022 (The Lost Girl, 2015)
- Sai tenere un segreto?, trad. Manuela Salvi e Giorgio Salvi, Mondadori, 2022 (Can You Keep a Secreet?, 2016)
- The Dead Boyfriend (2016)
- Give Me a K-I-L-L (2017)

### SerieReturn to Fear Street
- You May Now Kill the Bride (2018)
- The Wrong Girl (2018)
- Drop Dead Gorgeous (2019)

### Romanzi indipendenti
- Gnasty Gnomes (1981)
- The Forest of Enchantment (1983)
- Blind Date (1986)
- Spaceballs (1987)
- Twisted (1987)
- Phone Calls (1990)
- Curtains (1990)
- Off to Sea (1990)
- Un amore mortale (The Boyfriend, 1990)
- The Snowman (1991)
- Beach House (1992)
- Hit and Run (1992)
- The Girlfriend (1992)
- The Hitchhiker (1993)
- The Dead Girlfriend (1993)
- Halloween Night (1993)
- Call Waiting (1994)
- The Beast (1994)
- I Saw You That Night! (1994)
- Halloween Night 2 (1994)
- Beach Party (1995)
- The Witness (1995)
- The Beast 2 (1995)
- Superstizione (Superstitious, 1995)
- Summer Sizzlers (1998)
- Bride of the Living Dummy 2 (1998)
- The Haunted Mask Lives! (2000)
- When Good Ghouls Go Bad (2001)
- The Sitter (2003)
- Haunted Lighthouse (2003)
- Eye Candy (2004)
- Il primo giorno di scuola non si scorda mai (It's the First Day of School... Forever!, 2011)
- Il tredicesimo avvertimento (The 13th Warning, 2012)
- Le avventure di Miniuomo (The Adventures of Shrinkman, 2012)
- Creature dall'Aldilà (The Creatures from Beyond Beyond, 2012)
- I miei genitori extraterrestri (My Alien Parents, 2012)
- Le mie tre facce (Three Faces of Me, 2012)
- La città degli zombie (Zombie Town, 2012
- Red Rain (2012)
- A Midsummer Night's Scream (2013)
- Young Scrooge (2016)
- Brividi di terrore (Stinetinglers: All New Stories by the Master Scary Tales, 2022)

## Altri media

### Cinema
- Haunted Lighthouse, regia di Joe Dante – cortometraggio (2003)
- R. L. Stine: I racconti del brivido - Non ci pensare! (The Haunting Hour: Don't Think About It), regia di Alex Zamm (2007)
- R.L. Stine: I racconti del brivido - Fantasmagoriche avventure (Mostly Ghostly), regia Richard Correll (2008)
- Mostly Ghostly: Have You Met My Ghoulfriend?, regia di Peter Hewitt (2014)
- R.L. Stine: I racconti del brivido - L'armadio delle anime (Monsterville: Cabinet of Souls), regia di Peter DeLuise (2015)
- Piccoli brividi (Goosebumps), regia di Rob Letterman (2015)
- R.L. Stine: I racconti del brivido - La casa stregata (Mostly Ghostly: One Night in Doom House), regia di Ron Oliver (2016)
- Piccoli brividi 2 - I fantasmi di Halloween (The Goosebumps 2: Haunted Halloween), regia di Ari Sandel (2018)
- Fear Street (serie di film), regia di Leigh Janiak (2021)

### Televisione
- Piccoli brividi (Goosebumps) – serie TV (1995-1998)
- The Nightmare Room – serie TV (2001-2002)
- Fantasmi alla riscossa (When Good Ghouls Go Bad), regia di Patrick Read Johnson – film TV (2001)
- R. L. Stine's The Haunting Hour (The Haunting Hour: The Series) – serie TV (2010-2014)
- Eye Candy – serie TV (2015)

### Videogiochi
- Goosebumps: Escape from Horrorland (1996)
- Goosebumps: Attack of the Mutant (1997)
- Goosebumps HorrorLand (2008)
- Goosebumps: The Game (2015)
- Piccoli brividi (Goosebumps Night of Scares, 2015)
- Goosebumps Città dell'orrore - Spaventosi mostri (Goosebumps Horror Town, 2018)